# 成德 (达斡尔族)
成德（1875年—1932年），家名龙奔，达斡尔族，生于黑龍江將軍轄下呼倫貝爾索倫左翼正白旗（今内蒙古自治区呼伦贝尔市鄂温克族自治旗巴彦嵯岗苏木）莫哈尔图屯。清末民初呼伦贝尔独立运动领导人之一、学者。他是郭道甫的舅舅。

## 生平
成德是1732年清朝派到呼伦贝尔的3000名“索伦布军队”中的笔帖式第八代范察布的后裔。1875年，成德生于今鄂温克族自治旗巴彦嵯岗苏木莫哈尔图屯。成德自幼学习，学过满文、蒙古文、汉文。
1911年，清朝呼伦贝尔当局准备将海拉尔河流域的牧场作为荒地进行开垦。时任笔帖式、佐领的成德奉厄鲁特总管胜福等委派，率牧民代表赴呼伦直隶厅交涉。他们的要求遭到拒绝后，成德作為索倫左翼總管響應外蒙古獨立运动，宣告呼倫貝爾獨立並恢复设立了呼伦贝尔副都统衙门。
1913年，成德被派往多伦的军营充任笔帖式，并作为大蒙古国达木丁苏隆的部下参加了多伦战役。同年，因参加多伦淖尔战役立下战功，成德受到重用。
1915年，成德作为呼伦贝尔的代表，奉派驻大蒙古国京都库伦。同年，成德出任大蒙古国外交衙门副长。在大蒙古国期间，成德开始对《元朝秘史》进行研究，将1908年叶德辉的观古堂版的木刻本《元朝秘史》（12卷、282节，以汉字转写）还原并翻译为现代蒙古文。成德是首位将叶德辉版的《元朝秘史》还原为蒙古文的学者。其译稿如今收藏在圣彼得堡的俄罗斯国家图书馆。
1917年夏，成德回到了呼伦贝尔，担任呼伦贝尔副都统衙门左厅厅长。1918年，成德主持创办了呼伦贝尔蒙旗官钱局，该局稳定了币值，并在牧区组织信贷。1919年，成德创办了蒙旗皮毛公司，1922年又创办了蒙旗合作社，并设有支店，收购牧民的畜产品并发送到哈尔滨、天津等地，为牧民们换回了生活及生产用品。此外，他还非常支持布里亚特蒙古人自中国境外迁入呼伦贝尔，并说服呼伦贝尔副都统衙门将锡尼河地区的草场划给了布里亚特人。
1920年1月，呼伦贝尔左厅长成德、右厅长巴嘎巴迪、署理索伦左翼总管荣安、署理索伦右翼总管凌升向东三省巡阅使张作霖、黑龙江督军孙烈臣呈交了《呼伦蒙旗请愿转电中央取消特别区域文》。该呈文于1月28日获得中华民国政府批准，保留呼伦贝尔副都统衙门，取消呼伦贝尔特别区域及《中俄会订呼伦贝尔条约》。因为成德是“首先提议撤销呼伦贝尔特区”之人，经中华民国政府蒙藏院批准，成德被封为镇国公。
1920年，呼伦贝尔特别区域取消，恢复民治之后，成德出任东北行政委员会顾问、黑龙江督军公署顾问。期间，成德把郭道甫创建的私立小学改成公立，并将大片土地划归学校所有，还延聘了一些教员，增设了汉语、俄语课程等等。
1921年，成德请俄罗斯工程师在海拉尔皮毛公司前院建了一套住宅。1931年九一八事变之后，成德不愿赴满洲国当高官，而是在家养病。
1932年，成德在家中病逝，享年57岁。

## 纪念
2006年10月18日，蒙古国将乌兰巴托市的东京街道至巴彦朱日和区第三居委会辖区第二临床医院北面的街道命名为“成德街道”。 
2009年初，呼伦贝尔市海拉尔区人民政府将“成德公故居”列为文物保护单位。这处故居就是1921年成德请俄罗斯工程师在海拉尔兴建的住宅。